# 1011 Laodamia
1011 Laodamia este o planetă minoră (asteroid), cu un diametru de , din Mars-crossing asteroid[*]. A fost descoperită pe 5 ianuarie 1924 la Observatorul Königstuhl de Karl Wilhelm Reinmuth și a fost numită după Laodamia⁠(d). 
Obiectul prezintă o orbită caracterizată de o semiaxă mare de 2,3919762 UAi, o excentricitate de 0,350464, o înclinație de 5,49477 ° în raport cu ecliptica.